# إليز نج
إليز نج هي لاعبة الاسكواش صينية، ولدت في 4 فبراير 1981 في كولون في الصين.

## وصلات خارجية
- إليز نج على موقع SquashInfo.com (الإنجليزية)